# Persée

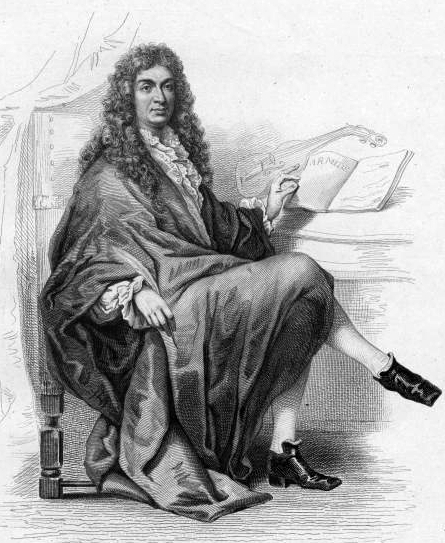
Jean-Baptiste Lully

Persée (Perseus) är en tragédie lyrique i fem akter med musik av Jean-Baptiste Lully och libretto av Philippe Quinault. 

## Historia
Typiskt för en opera av Lully består den av en fransk ouvertyr, en prolog till kung Ludvig XIV:s ära och fem akter. Den hade premiär den 18 april 1682 på Parisoperan i Paris. För att fira födelsen av prins Ludvig, en sonson till Ludvig XIV, erbjöd Lully parisarna att gratis bevista en föreställning av Persée.

## Personer
| Roller                            | Röststämma                   | Premiärbesättning 18 april 1682 |
| --------------------------------- | ---------------------------- | ------------------------------- |
| Persée son till Jupiter och Danaë | haute-contre                 | Louis Gaulard Dumesny           |
| Andromède dotter till Céphée      | sopran                       | Marie Aubry                     |
| Phinée, Céphées broder            | bas                          | François Beaumavielle           |
| Mérope, syster till Cassiope      | sopran                       | Marie Le Rochois                |
| Phronime, Dygdens väktare         | tenor (taille)               |                                 |
| Mégathyme, Dygdens väktare        | haute-contre                 |                                 |
| Dygden                            | sopran                       |                                 |
| Välståndet                        | sopran                       |                                 |
| Céphée, Kung av Aethiopien        | bas                          |                                 |
| Cassiope, Drottning av Aethiopien | sopran                       | Mlle Bluquette                  |
| Amphimédon, en aethiopier         | baryton                      |                                 |
| Corite, en aethiopier             | haute-contre                 |                                 |
| Proténor, en aethiopier           | barytone                     |                                 |
| En cyklop                         | barytone                     |                                 |
| En krigsnymf                      | sopran                       |                                 |
| En rasande gudom                  | bas                          |                                 |
| Mercure                           | haute-contre                 |                                 |
| Méduse, en gorgon                 | tenor (taille)               | Claude Desvoyes                 |
| Euryale, en gorgon                | haute-contre                 |                                 |
| Sténone, en gorgon                | bas                          |                                 |
| Idas, en tjänare hos Céphée       | bas                          |                                 |
| Hymenées överstepräst             | tenor (taille)               |                                 |
| Vénus                             | sopran                       |                                 |
| L'Amour (Cupid)                   | sopran                       |                                 |
| Hymenée (Bröllopsguden)           | sopran                       |                                 |
| En triton                         | bas                          |                                 |
| Aethiopier (Akt IV)               | haute-contre, tenor (taille) |                                 |